# Bulungʻur (Bezirk)
Der Bezirk Bulungʻur ist ein Bezirk in der usbekischen Viloyat Samarqand. Die Hauptstadt ist die Stadt Bulungʻur. Der Bezirk ist 760 km2 groß und hat 189.600 Einwohner (Schätzung 2021).

## Gliederung
Der Bezirk ist in 7 Landgemeinden, eine Stadt (Bulungʻur) und 3 Siedlungen städtischen Typs untergliedert. Die drei Siedlungen städtischen Typs sind Kildon, Soxibkor und Bogʻbon, die 8 Landgemeinden sind:
- Beshqoʻton
- Kildon
- Kulchabiy
- Oʻrtabuloq
- Navoiy nomli
- Soxibkor
- F. Yolʻdoshev nomli